# Мішель Фінн
Мішель Фінн (англ. Michelle Finn-Burrell; нар. 8 травня 1965) — американська легкоатлетка, що спеціалізується на спринті, олімпійська чемпіонка 1992 року.

## Кар'єра
| Рік             | Змагання                     | Місто               | Місце           | Дисципліна            | Примітки        |
| Представник США | Представник США              | Представник США     | Представник США | Представник США       | Представник США |
| --------------- | ---------------------------- | ------------------- | --------------- | --------------------- | --------------- |
| 1987            | Чемпіонат світу в приміщенні | Індіанаполіс, США   | 5               | біг на 60 метрів      | 7.19            |
| 1989            | Чемпіонат світу в приміщенні | Будапешт, Угорщина  | 5 (півфінали)   | біг на 60 метрів      | 7.30            |
| 1991            | Чемпіонат світу в приміщенні | Севілья, Іспанія    | 7               | біг на 60 метрів      | 7.23            |
| 1992            | Олімпійські ігри             | Барселона, Іспанія  | 7               | біг на 200 метрів     | 22.61           |
| 1992            | Олімпійські ігри             | Барселона, Іспанія  | 1               | естафета 4×100 метрів | 42.50           |
| 1993            | Чемпіонат світу              | Штутгарт, Німеччина | 7 (півфінали)   | біг на 100 метрів     | 11.25           |
| 1993            | Чемпіонат світу              | Штутгарт, Німеччина | 8 (півфінали)   | біг на 200 метрів     | 23.26           |
| 1993            | Чемпіонат світу              | Штутгарт, Німеччина | 2               | естафета 4×100 метрів | 41.49           |